# انتخابات ریاست‌جمهوری ایالات متحده آمریکا (۲۰۰۰)
انتخابات ریاست جمهوری ایالات متحده آمریکا پنجاه و چهارمین انتخابات ریاست‌جمهوری در تاریخ این کشور بود که برای انتخاب چهل و سومین رئیس‌جمهور ایالات متحده آمریکا به همراه معاون او در سه‌شنبه ۷ نوامبر سال ۲۰۰۰ برگزار شد. در این انتخابات نامزد حزب جمهوری‌خواه جورج دبلیو بوش، فرماندار وقت تگزاس و بزرگترین پسر چهل و یکمین رئیس جمهور آمریکا جرج اچ. دابلیو. بوش توانست نامزد حزب دموکرات، معاون رئیس جمهور وقت؛ ال گور را در یکی از نزدیک ترین انتخابات تاریخ آمریکا شکست دهد. در این انتخابات برای اولین بار پس از ۱۱۲ سال بود که برنده رأی مردمی بازنده انتخابات می‌شد. این اتفاق در انتخابات ریاست جمهوری ۲۰۱۶ نیز تکرار شد.

## نامزدها

### حزب جمهوری‌خواه
| نامزدهای حزب جمهوری‌خواه برای انتخابات ۲۰۰۰ | نامزدهای حزب جمهوری‌خواه برای انتخابات ۲۰۰۰        |
| جورج دبلیو بوش                             | دیک چینی                                          |
| ------------------------------------------ | ------------------------------------------------- |
| رئیس‌جمهور                                  | معاون رئیس‌جمهور                                   |
|                                            |                                                   |
| چهل و ششمین فرماندار تگزاس (۱۹۹۵–۲۰۰۰)     | هفدهمین وزیر دفاع ایالات متحده آمریکا (۱۹۸۹–۱۹۹۳) |
|                                            |                                                   |

### حزب دموکرات
| نامزدهای حزب دموکرات برای انتخابات ۲۰۰۰                      | نامزدهای حزب دموکرات برای انتخابات ۲۰۰۰  |
| ال گور                                                       | جو لیبرمن                                |
| ------------------------------------------------------------ | ---------------------------------------- |
| رئیس‌جمهور                                                    | معاون رئیس‌جمهور                          |
|                                                              |                                          |
| چهل و پنجمین معاون رئیس‌جمهور ایالات متحده آمریکا (۱۹۹۳–۲۰۰۱) | سناتور ایالات متحدهاز کنتیکت (۱۹۸۹–۲۰۱۳) |
|                                                              |                                          |

## نتایج

### نتایج ایالت فلوریدا
در شب انتخابات برنده انتخابات مشخص نشد، زیرا آرا در ایالات فلوریدا، اورگن و نیومکزیکو بسیار نزدیک بودند. گور در دو ایالت اورگن و نیومکزیکو پیروز شد و آرای الکترال پیش‌بینی شده خود را به ۲۶۷ رساند. بوش ۲۴۶ رأی الکترال پیش‌بینی شده داشت و هیچکدام به حد نصاب ۲۷۰ رأی الکترال مورد نیاز برای پیروزی در انتخابات نرسیده بودند. این شرایط فلوریدا را به ایالت مشخص کننده نتیجه انتخابات تبدیل کرد. چند ساعت بوش برنده ایالت اعلام شد، اما به دلیل کم بودن اختلاف رأی، قانونِ ایالتی فلوریدا مسئولان را ملزم به بازشماری آرا کرد.
بازشماری ماشینی روز بعد از انتخابات آغاز و در ۱۰ نوامبر در ۶۶ شهرستان ایالت به پایان رسید. اختلاف پیروزی بوش به ۳۲۷ رأی کاهش یافت. گور برای چهار شهرستان درخواست بازشماری دستی داد که قانون ایالتی فلوریدا در آن زمان اجازه آن را می‌داد. در ۱۴ نوامبر بازشماری دستی در یک شهرستان پایان یافت و اختلاف را به ۳۰۰ رأی کاهش داد، اما بازشماری دستی در ۳ شهرستان دیگر به علت شکل رأی دادن و جمعیت زیاد آن شهرستان ها طول می کشید. مهلت اصلی پایان بازشماری ۱۴ نوامبر بود ولی دادگاه عالی فلوریدا آن را تا ۲۲ نوامبر تمدید کرد. 

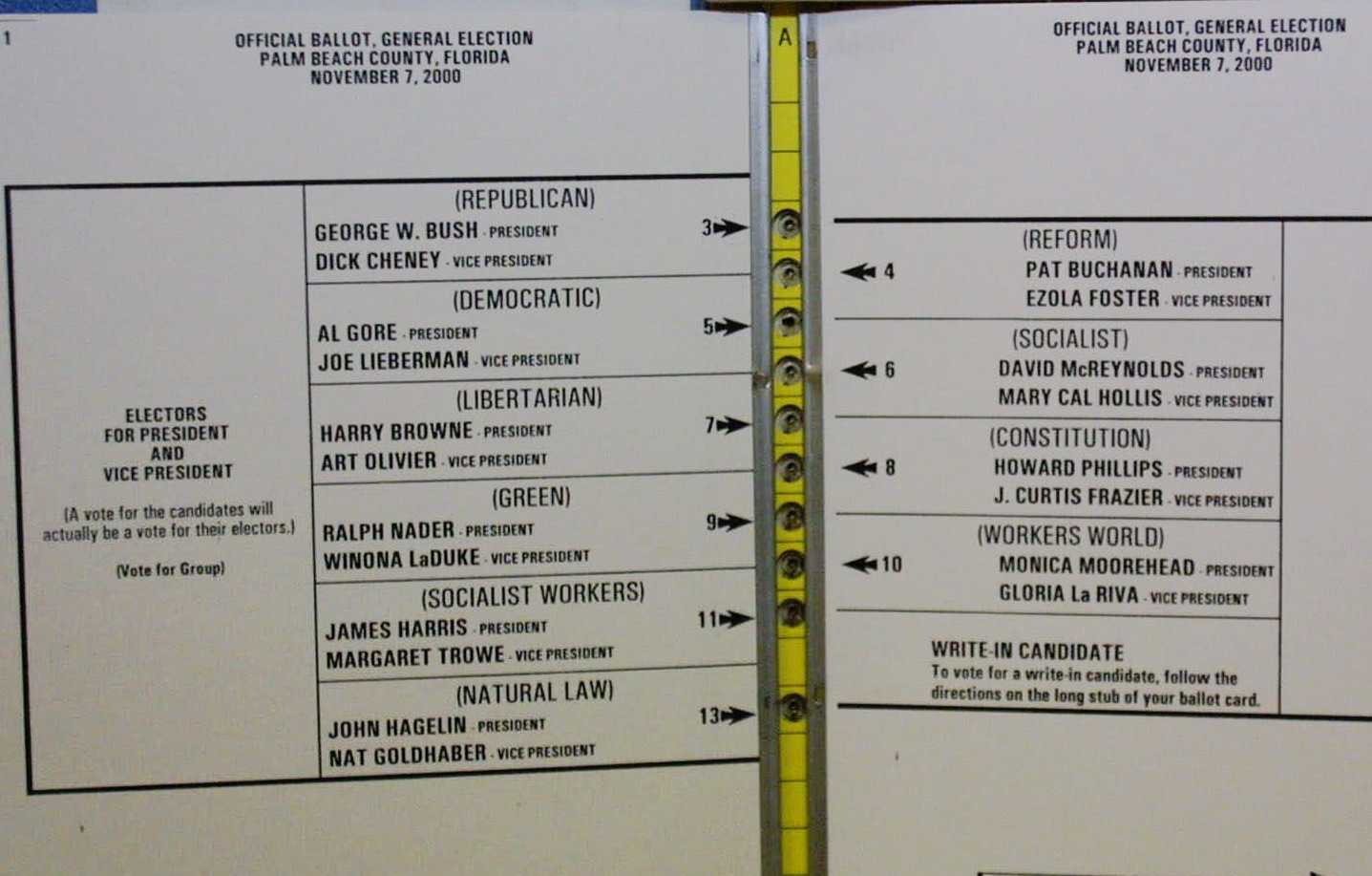
برگه رأی پروانه‌ای کار شمارش دستی آرا را طولانی می‌کرد.

در ۱۷ نوامبر یک دادگاه ایالتی رأی به تأیید آرا بدون در نظر گرفتن آرای دستی بازشماری شده داد، اما دادگاه عالی فلوریدا در همان روز این رأی را رد کرد و زمان تأیید آرا را ساعت ۵:۰۰ بعد‌ازظهر روز ۲۶ نوامبر تعیین کرد.
در ۲۶ نوامبر هنوز هم بازشماری آرا در ۳ شهرستان براوارد، پام بیچ و میامی-دید تکمیل نشده بود، بنابراین دولت ایالتی فلوریدا، بدون در نظر گرفتن هیچکدام از بازشماری ها با اختلاف ۵۳۷ رأی جورج دبلیو بوش را پیروز ایالت اعلام کرد.
طی روز های بعد گور به چندین دادگاه ایالتی شکایت کرد که همه درخواست های او رد شدند.
در ۱ دسامبر دادگاه عالی ایالات متحده آمریکا وارد پرونده شد و پس از یک سری دعاوی حقوقی بین دو طرف، دادگاه عالی در ۱۲ دسامبر با رأی ۷ بر ۲ به علت یکسان نبودن روش های بازشماری آرا در شهرستان ها با توجه به بند حمایت مساوی که در متمم چهاردهم قانون اساسی ایالات متحده آمریکا ذکر شده رأی به تأیید توقف شمارش آرا و در رأی ۵ بر ۴ برای بازنگرداندن پرونده به فلوریدا به منظور شمارش آرا در ایالت بر اساس روشی یکسان تا مهلت ۱۸ دسامبر که زمان انتخابات الکترال کالج ایالت برای تعیین رسمی نامزد برنده و دریافت کننده ۲۵ رأی ایالت بود، داد.
با این رأی دادگاه عالی، ال گور یک روز بعد در ۱۳ دسامبر در نطقی تلویزیونی شکست در انتخابات را پذیرفت و گفت با این‌که با رأی دادگاه مخالف است اما آن را می‌پذیرد و به بوش بابت انتخاب شدن به عنوان چهل و سومین رئیس جمهور ایالات متحده، تبریک گفت.

### نتایج کشوری

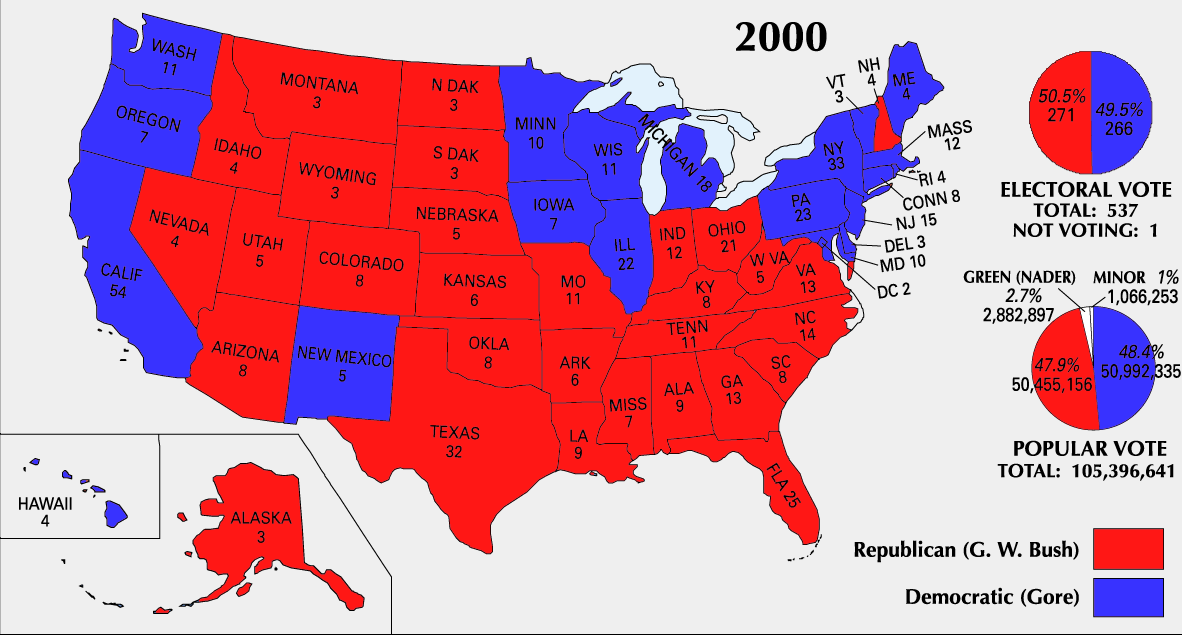

| رأی مردمی | رأی مردمی | رأی مردمی | رأی مردمی | رأی مردمی |
| --------- | --------- | --------- | --------- | --------- |
|           |           |           |           |           |
| گور       | گور       |           | ۴۸٫۳۸٪    | ۴۸٫۳۸٪    |
| بوش       | بوش       |           | ۴۷٫۸۷٪    | ۴۷٫۸۷٪    |
| Nader     | Nader     |           | ۲٫۷۴٪     | ۲٫۷۴٪     |
| بوکان     | بوکان     |           | ۰٫۴۳٪     | ۰٫۴۳٪     |
| براون     | براون     |           | ۰٫۳۶٪     | ۰٫۳۶٪     |
| Others    | Others    |           | ۰٫۲۲٪     | ۰٫۲۲٪     |

| رأی الکترال | رأی الکترال | رأی الکترال | رأی الکترال | رأی الکترال |
| ----------- | ----------- | ----------- | ----------- | ----------- |
|             |             |             |             |             |
| بوش         | بوش         |             | ۵۰٫۳۷٪      | ۵۰٫۳۷٪      |
| گور         | گور         |             | ۴۹٫۴۴٪      | ۴۹٫۴۴٪      |
| Abstention  | Abstention  |             | ۰٫۱۹٪       | ۰٫۱۹٪       |

## پی‌نوشت و منبع
1. ↑  "Voter Turnout in Presidential Elections". Presidency.ucsb.edu. Archived from the original on September 24, 2018. Retrieved August 18, 2016.
2. ↑  Pruitt, Sarah. "7 Most Contentious U.S. Presidential Elections". HISTORY (به انگلیسی). Archived from the original on April 27, 2019. Retrieved 2019-01-09.
3. ↑  Haddad, Ken (2016-11-07). "5 of the closest Presidential elections in US history". WDIV (به انگلیسی). Archived from the original on January 10, 2019. Retrieved 2019-01-09.
4. ↑  Fain/Briefing, Thom. "5 of the closest presidential elections in U.S. history". fosters.com (به انگلیسی). Archived from the original on January 10, 2019. Retrieved 2019-01-09.
5. ↑  Wood, Richard (2017-07-25). "Top 9 closest US presidential elections since 1945". Here Is The City (به انگلیسی). Archived from the original on January 10, 2019. Retrieved 2019-01-09.
6. ↑  "Statutes & Constitution :View Statutes : Online Sunshine". Leg.state.fl.us. Retrieved November 29, 2016.
7. ↑  "Bush leads Gore by 327 votes in Florida recount, Associated Press reports". CNN.com. November 10, 2000. Retrieved October 10, 2018.
8. ↑  F.S. Ch. 102.166
9. ↑  Margolick, David (October 2004). "The Path to Florida". Vanity Fair. Condé Nast.
10. ↑  https://www.politico.com/story/2017/12/13/gore-concedes-presidential-election-to-bush-dec-13-2000-287285